# Socage
Socage ( /ˈsɒkᵻdʒ/) era uno de los deberes feudales y, por tanto, formas de tenencia de la tierra en el sistema feudal. Un agricultor, por ejemplo, poseía la tierra a cambio de un pago fijo claramente definido que debía hacerse a intervalos específicos a su señor feudal, que a su vez tenía sus propias obligaciones feudales, con el agricultor (principalmente las de protección) y con la Corona. En teoría, esto podría implicar el suministro de productos al señor, pero la mayoría de las veces significaba un pago directo en efectivo, es decir, alquiler.

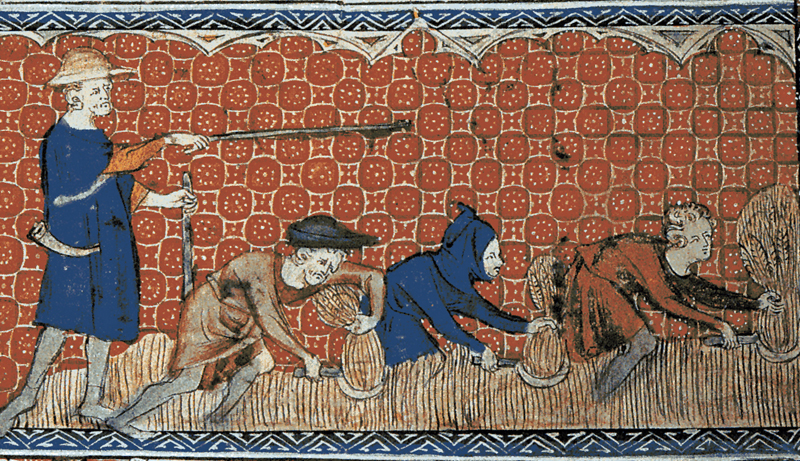
Representación de socage en la heredad real (miniatura del Salterio de la Reina María, c. 1310). Biblioteca Británica, Londres.

Contrastaba con otras formas de tenencia, incluido el sargento (el granjero no pagaba alquiler pero tenía que realizar algún servicio personal/oficial en nombre de su señor, incluso en tiempos de guerra) y frankalmoin (alguna forma de servicio religioso). Para los más elevados en la jerarquía feudal, también existía el servicio de caballeros (servicio militar) como condición para la tenencia de la tierra.
El estatuto inglés Quia Emptores de Eduardo I (1290) estableció que la tenencia de un socage pasaba de una generación a la siguiente (o de un nominado al siguiente, como feoffees/fideicomisarios (a usos/fideicomisos) recién nombrados) sujeto a inquisiciones post mortem que significa un impuesto único (un "alivio feudal"). Esto contrasta con los arrendamientos que podrían ser para toda la vida de una persona o fácilmente sujetos a decomiso y aumentos de alquiler. A medida que declinó el feudalismo, la prevalencia de la tenencia de socage aumentó hasta que se convirtió en la forma normal de tenencia de cabeza en el Reino de Inglaterra (todos los tipos permiten concesiones por debajo de cualquier arrendamiento o subarrendamiento, como hoy, pero también copyhold donde señor de la mansión). En 1660, el Estatuto de Tenencia puso fin a las propiedades que requerían que el propietario proporcionara (con los "incidentes" de) el servicio militar y la mayoría de las tenencias (y otras "propiedades de herencia") se convirtieron en "socage común y libre".
El titular de una tenencia de soc o socage se denominaba socager (anglo-normando) o socman (anglosajón, también deletreado sochman, del concepto legal de soke, del verbo 'buscar'). En la Europa de habla alemana, el equivalente amplio era Dienstmann. La etimología de socage según William Blackstone es la antigua palabra latina para arado.